# 林冠均
林冠均（英語：Oscar Lin，1995年8月21日—）為臺灣籃球教練、前運動員，現擔任台灣職業籃球大聯盟桃園台啤永豐雲豹首席助理教練。

## 生平
從小僑居澳洲，高中返台加入能仁家商，助能仁奪得高中籃球聯賽（HBL）冠軍，一度回到澳洲準備當警察，後又返台就讀健行科技大學，替健行奪下大專籃球聯賽（UBA）冠軍。
2019年8月28日，林冠均加盟東南亞職業籃球聯賽臺北富邦勇士。
2021年11月15日，林冠均加盟T1聯盟臺南台鋼獵鷹。
2023年1月，林冠均在P. LEAGUE+高雄17直播鋼鐵人官網的教練陣容當中，擔任球隊個人技巧教練兼任翻譯。隔年轉任高雄鋼鐵人助理教練。
2025年7月6日，林冠均轉任台灣職業籃球大聯盟桃園台啤永豐雲豹首席助理教練。

## 個人生活
堂弟林庭謙，伯父林正明。

## 外部連結
- 林冠均的Instagram帳戶
- 林冠均在fiba.basketball（英语）
- 林冠均在P. LEAGUE+官網
- 林冠均在Eurobasket.com（球員）（英语）
- 林冠均在RealGM（球員）（英语）
- 林冠均在Flashscore（英语）